# Breakout Kings
Breakout Kings (no Brasil: Agentes Fora da Lei; em Portugal: Reis da Fuga) é uma série de televisão americana criada por Nick Santora e Matt Olmstead, e transmitida pela A&E a partir de 6 de março de 2011. Após a segunda temporada, a série foi cancelada e todos os episódios foram disponibilizados no Netflix. Breakout Kings foi criada pelos mesmos produtores da bem sucedida série Prison Break, exibida entre 2005 e 2009.

## Premissa
A fim de capturar fugitivos, um esquadrão da U.S. Marshals faz um acordo especial com vários prisioneiros. Se eles concordarem em ajudar, suas penas serão reduzidas em um mês para cada fugitivo que ajudarem a levar de volta para a prisão, e eles serão transferidos para uma instalação de segurança mínima. No entanto, se algum deles tentar fugir, todos serão devolvidos aos seus presídios de origem e suas sentenças serão dobradas.

## Elenco e personagens
| Ator                 | Personagem             | Temporada |
| -------------------- | ---------------------- | --------- |
| Laz Alonso           | Charlie Duchamp        | 1° e 2°   |
| Domenick Lombardozzi | Ray Zancanelli         | 1° e 2°   |
| Brooke Nevin         | Julianne "Jules" Simms | 1° e 2°   |
| Malcolm Goodwin      | Sean "Shea" Daniels    | 1° e 2°   |
| Serinda Swan         | Erica Reed             | 1° e 2°   |
| Jimmi Simpson        | Dr. Lloyd Lowery       | 1° e 2°   |

## Recepção da crítica
Breakout Kings teve recepção mista por parte da crítica especializada. Com base de 19 avaliações profissionais, alcançou uma pontuação de 56% no Metacritic. Por votos dos usuários do site, atinge uma nota de 7.5, usada para avaliar a recepção do público.